# Cmentarz żydowski w Lubaniu
Cmentarz żydowski w Lubaniu – nekropolia powstała w XIX wieku. Zajmowała teren około 0,1 ha. Zachowało się tylko 10 macew. Obecnie teren kirkutu jest zapomniany i uległ dewastacji. 